# Nena Saguil
Nena Saguil nacida Simplicia «Nena» Laconico Saguil (Santa Cruz, 19 de septiembre de 1914 - París, febrero de 1994) fue una artista filipina de pintura modernista y abstracta y dibujos a tinta. Es conocida sobre todo por sus obras abstractas de carácter cósmico, orgánico y espiritual, que representan paisajes internos de sentimientos e imaginación. Por ellas, Saguil está considerada pionera del arte abstracto filipino.

## Trayectoria
Simplicia «Nena» Laconico Saguil nació el 19 de septiembre de 1914 en Santa Cruz (La Laguna), hija de Remedios Laconico y Epifanio Saguil. Su padre era médico privado del segundo presidente del país, Manuel Quezón. Saguil, una de diez hermanos, creció en un hogar católico conservador.
Saguil rechazó la educación católica que sus padres deseaban para ella. Se formó en la Escuela de Bellas Artes de la Universidad de Filipinas, donde estudió con Fernando Amorsolo, un pintor y profesor conservador que seguía el canon artístico filipino de la época. Se graduó en la UP en 1933 con un Certificado en Pintura y obtuvo su licenciatura en 1949, después de que Filipinas obtuviera su independencia tras el final de la II Guerra Mundial.
Su primera exposición individual tuvo lugar en 1950, en la recién inaugurada, Philippine Art Gallery (P.A.G.), donde también trabajó como voluntaria y conoció a artistas modernistas como Vicente Manansala, Hernando Ruiz Ocampo, Arturo Luz, Romeo Tabuena, Anita Magsaysay-Ho y Fernando Zobel. En su reseña de la séptima exposición anual de la Asociación de Arte de Filipinas, Zobel declaró que los filipinos «modernos... parecían llevar la voz cantante tanto en cantidad como en calidad». Entre ellos, elogió a Saguil y Victor Oteyza por la originalidad de sus obras. Esta red de artistas modernistas filipinos a la que pertenecía Saguil se conoció como el «Grupo Neorrealista».
En 1954, a la edad de 40 años, abandonó Filipinas tras haber recibido varias becas que le permitieron estudiar arte abstracto en las Escuelas de Arte Americanas de Fontainebleau (1954), el Instituto de Cultura Española de Madrid y la Académie de la Grande Chaumière (1955-1956). Dos años más tarde, se trasladó a París para continuar sus estudios en la Escuela de Artes Americanas.
Durante casi dos décadas, se dedicó a su arte mientras vivía recluida en un pequeño apartamento de París y realizaba tareas domésticas y otros trabajos ocasionales para mantenerse, en lugar de volver con su familia, sus amigos y la cómoda vida que había llevado en su tierra natal.
Su primera exposición individual europea tuvo lugar en París, en 1957, en la Galerie Raymond Creuze, y en ella presentó su nuevo estilo abstracto de líneas y formas geométricas. Junto con Vicente Manansala, Saguil también expuso en la Bienal Hispanoamericana de Cuba de 1958. A su regreso a Filipinas, en 1968, Saguil expuso en las Galerías Solidaridad, donde mostró su estilo abstracto y se estableció como una de las principales abstraccionistas del país.
En total, realizó 19 exposiciones individuales y 56 colectivas.
Más tarde, Saguil se hizo Testigo de Jehová y murió en París en febrero de 1994.

## Estilo artístico
Durante su estancia en la UP, a principios de la década de 1930 y después de la II Guerra Mundial, Saguil creó obras figurativas impresionistas y naturalistas, incluidos paisajes y bodegones. También se aficionó a la obra de Pablo Picasso y pintó «composiciones surrealistas y cubistas de escenas filipinas». Al adoptar un estilo más abstracto después de 1950, experimentó con muchas técnicas para conseguir diversas formas, texturas y relieves. Entre estas técnicas se incluyen el uso de jeringuillas para pintar sus famosas formas circulares y puntos, frotar posos de café en sus obras y crear lienzos circulares.
Las formas ovaladas, circulares y orgánicas de Saguil evocan simultáneamente paisajes naturales microscópicos y macrocósmicos. Sus obras parecen «tejidos biológicos y redes nerviosas», así como «esferas cosmológicas, orbes, elípticas y mandalas terrestres… como si afirmaran que la existencia humana y el universo se abarcan mutuamente». Otro escritor habló sobre sus «tonalidades sutilmente iridiscentes y translúcidas de las piedras lunares, los ópalos y el jade fino, así como con las formas ovoides de las esferas celestes cantantes». Sus obras posteriores también se han descrito como impregnadas de sentimiento espiritual.
Relacionando la cosmovisión de Saguil con el feminismo, Quijón afirmó que «si el género está forjado por matrices de trabajo y socialidad, también está imbricado en la historia de la abstracción, como revelación de un mundo cósmico». Una acuarela de Saguil recientemente descubierta, que representa a una Dama de la Libertad filipina, fue pintada en 1947 para conmemorar el segundo aniversario de la Independencia de Filipinas y abarca más directamente temas feministas. Siguiendo el modelo de La Libertad guiando al pueblo, de Delacroix, el cuadro muestra a una filipina con los pechos desnudos que sostiene una bandera filipina en la mano derecha y una gran hoja de palma, símbolo de paz y cristianismo, en la izquierda. El cuadro se apartaba del de Delacroix al presentar una Libertad sin armas y contrastaba con las representaciones más masculinas de la independencia filipina.

## Reconocimientos
Varias galerías homenajearon a Saguil con exposiciones póstumas, entre ellas el Museo López, el Centro Cultural de Filipinas y la Galería de arte Ateneo. La exposición de 2003, de la Galería de Arte Ateneo, Landscapes and Inscapes: Del mundo material al espiritual, estuvo acompañada de un libro del mismo nombre.
En 2006, la presidenta filipina, Gloria Macapagal Arroyo, le concedió a título póstumo la Medalla Presidencial al Mérito.
En 2022, el Museo Nacional de Filipinas celebró el cumpleaños de Saguil y la escultora Impy Pilapil, con la exposición #OnThisDay, que también podía verse virtualmente desde la página web del museo. Dos años más tarde, en 2024, su obra fue expuesta por primera vez en la 60.ª Bienal de Venecia, junto a las artistas filipinas Pacita Abad, Maria Taniguchi y Anita Magsaysay-Ho. Mismo año en el que, también, se inauguró la exposición Cosmic Concerns, que mostró su obra junto a la de Fadjar Sidik.
Su obra Abstraction, fue usada en un sello postal de Filipinas.